# Peter Teumer
Peter "Pedder" Teumer (* 10. März 1956 in Braunschweig; † 11. April 2009 ebenda) war ein deutscher Textdichter und Sänger. Er war Gründer der Band Daily Terror und galt als der erste Punk in Braunschweig.

## Leben
Nach einem Schüleraustausch in London kehrte Teumer Ende der 1970er Jahre als Punk nach Braunschweig zurück und wurde zum Urvater der dortigen Szene. 1979 sang er bei den Bombed Bodies. Nach deren Auflösung gründete er 1980 die Band Daily Terror, deren Sänger und Frontmann er bis zu seinem Tod blieb. Später wurde er zum Skinhead. Neben seiner musikalischen Tätigkeit arbeitete Teumer lange Jahre zunächst als Dekorateur und nach einer Umschulung als Kaufmann.
Nach einem Konzert am 14. März 2009 in Dresden musste sich Teumer in stationäre Behandlung begeben. Im Krankenhaus wurde ein Hirntumor diagnostiziert. Teumer starb am 11. April 2009. Er hinterließ eine Ex-Frau und eine Tochter. Sein Grab befindet sich auf dem Hauptfriedhof Braunschweig.
Obwohl keine offizielle Auflösung von Daily Terror bekannt gegeben wurde, gab es nach dem Tod ihres Frontmannes keine weiteren Aktivitäten mehr unter diesem Namen.

## Politische Haltung
Teumers politische Haltung war lange umstritten, da er sich nicht eindeutig von rechtsextremen Teilen der Skinhead-Szene distanzierte und zeitweise Kontakte zu Personen aus dieser Szene hatte.
Später distanzierte sich Teumer von dieser Szene und produzierte 1993 mit der Band "Daily Terror" den Titel „Verstörte Kids“, der ein klares Statement gegen rechtsextreme Gewalt und die damit verbundene Gesinnung darstellt. Die Veröffentlichung erfolgte bei dem linken Label Impact Records.

## Bands
- 1979–1980: Bombed Bodies[3]
- ab 1980: Daily Terror[4]
- 1999: Die Drei Röhren[5]